# Dragon's Lair (videogioco 1990)
Dragon's Lair è un videogioco a piattaforme pubblicato nel 1990 per Nintendo Entertainment System dalla CSG Imagesoft in Nordamerica e in seguito dalla Elite Systems in Europa e dalla Epic Sony Records in Giappone. Si basa sul famoso arcade Dragon's Lair e ha per protagonista sempre il prode cavaliere Dirk, ma è un tipico platform bidimensionale a scorrimento orizzontale, con gameplay completamente diverso dall'originale su Laserdisc che era realizzato con un vero cartone animato.